# 1986–1987-es közép-európai kupa
Az 1986–1987-es közép-európai kupa a Közép-európai kupa történetének negyvenhetedik kiírása volt. A sorozatban Csehszlovákia, Jugoszlávia, Magyarország és Olaszország 1-1 csapata képviseltette magát. A csapatok kupa rendszerben döntötték el a továbbjutást.
A kupát az Ascoli nyerte el, története során első alkalommal.

## Elődöntő
| Csapat #1       | Eredmény | Csapat #2        |
| --------------- | -------- | ---------------- |
| Ascoli          | 2 – 1    | Spartak Subotica |
| Bohemians Praha | 3 – 1    | Vasas            |

| 1986. november 14. |

| Bohemians Praha  | 3–1   | Vasas         |
| ---------------- | ----- | ------------- |
| Válek 9' 13' 27' | (3–0) | Szijjártó 60' |

| Stadio Giuseppe Ferranti, Porto Sant’Elpidio Nézőszám: 1 000 Játékvezető: Branko Bujić (jugoszláv) |

| BOHEMIANS PRAHA: |   |                   |  |     |
|                  |   |                   |  |     |
| GK               |   | Adrián Hubek      |  |     |
| DF               |   | Zdeněk Ščasný     |  | 68' |
| DF               |   | František Jakubec |  |     |
| DF               |   | Tomáš Matějček    |  |     |
| MF               |   | Jiří Tymich       |  | 66' |
| MF               |   | Josef Vinš        |  |     |
| MF               |   | Peter Zelenský    |  |     |
| MF               |   | Miloš Belák       |  |     |
| MF               |   | Pavel Chaloupka   |  |     |
| FW               |   | Tibor Mičinec     |  |     |
| FW               |   | Zdeněk Válek      |  |     |
| Cserék:          |   |                   |  |     |
| DF               | ' | Jaroslav Jeřábek  |  | 68' |
| FW               | ' | Milan Škoda       |  | 66' |
| Vezetőedző:      |   |                   |  |     |
| Michal Jelínek   |   |                   |  |     |

| VASAS:           |   |                   |  |     |
|                  |   |                   |  |     |
| GK               |   | Kovács Attila     |  |     |
| DF               |   | Farkas Tibor      |  |     |
| DF               |   | Elekes József     |  |     |
| DF               |   | Csorba János      |  |     |
| DF               |   | Szijjártó István  |  |     |
| DF               |   | Mészöly Géza      |  |     |
| MF               |   | Balog Tibor       |  |     |
| MF               |   | Gubucz László     |  | 37' |
| FW               |   | Bodnár István     |  | 51' |
| FW               |   | Szabadi László    |  |     |
| FW               |   | Borostyán Mihály  |  |     |
| Cserék:          |   |                   |  |     |
| MF               | ' | Galaschek Péter   |  | 37' |
| FW               | ' | Teodoru Vaszilisz |  | 51' |
| Vezetőedző:      |   |                   |  |     |
| Kisteleki István |   |                   |  |     |

## Bronzmérkőzés
| Csapat #1 | Eredmény | Csapat #2        |
| --------- | -------- | ---------------- |
| Vasas     | 2 – 0    | Spartak Subotica |

| 1986. november 16. |

| Vasas                      | 2–0   | Spartak Subotica |
| -------------------------- | ----- | ---------------- |
| Vaszilisz 3' Galaschek 64' | (1–0) |                  |

| Stadio Giuseppe Ferranti, Porto Sant’Elpidio Nézőszám: 1 000 Játékvezető: Dušan Krchňák (ssehszlovák) |

| VASAS:           |   |                   |  |     |
|                  |   |                   |  |     |
| GK               |   | Kovács Attila     |  |     |
| DF               |   | Elekes József     |  |     |
| DF               |   | Szijjártó István  |  |     |
| DF               |   | Mészöly Géza      |  |     |
| MF               |   | Balog Tibor       |  |     |
| MF               |   | Gubucz László     |  |     |
| MF               |   | Galaschek Péter   |  |     |
| FW               |   | Teodoru Vaszilisz |  |     |
| FW               |   | Bodnár István     |  |     |
| FW               |   | Szabadi László    |  | 65' |
| FW               |   | Borostyán Mihály  |  |     |
| Cserék:          |   |                   |  |     |
| MF               | ' | Kecskés Attila    |  | 65' |
| Vezetőedző:      |   |                   |  |     |
| Kisteleki István |   |                   |  |     |

| SPARTAK SUBOTICA: |   |                     |  |     |
|                   |   |                     |  |     |
| GK                |   | Slobodan Šujica     |  |     |
| DF                |   | Rudolf Rafai        |  |     |
| DF                |   | Dragoljub Ljiljak   |  |     |
| MF                |   | Jovica Kolb         |  |     |
| MF                |   | Miodrag Kovačević   |  |     |
| MF                |   | Zoran Arsić         |  |     |
| MF                |   | Senad Karač         |  |     |
| MF                |   | Zoran Dimitrijević  |  |     |
| MF                |   | Živko Slijepčević   |  | 60' |
| MF                |   | Branislav Novaković |  |     |
| FW                |   | Ivica Vujičević     |  |     |
| Cserék:           |   |                     |  |     |
| FW                | ' | Antal Puhalak       |  | 60' |
| Vezetőedző:       |   |                     |  |     |
| Ljupko Petrović   |   |                     |  |     |

## Döntő
| Csapat #1 | Eredmény | Csapat #2       |
| --------- | -------- | --------------- |
| Ascoli    | 1 – 0    | Bohemians Praha |